# Taoné
El grupo Taoné fue una agrupación musical de Puerto Rico, surgida en 1969-1970. Este grupo, que se mantuvo activo hasta 1975, se enmarcó dentro del movimiento de la nueva canción latinoamericana o canción protesta, mediante la interpretación de música típica de Puerto Rico. Su labor cultural es análoga a la realizada para la misma época por el grupo Convite en la vecina República Dominicana.
Sus fundadores fueron Roy Brown, José (Pepe) Sánchez, Flora Santiago, Noel Hernández, Andrés Jiménez ("El Jíbaro"), Antonio Cabán Vale (el Topo), Neftín y Carlos Lozada. Más adelante se incorporó Ernie Miranda como tocador de cuatro, instrumento nacional de Puerto Rico. Muchos de estos artistas gestaron la escuela de la nueva trova boricua. 
En diciembre de 1972 viajaron a Cuba, siendo de los primeros artistas de Puerto Rico en viajar a la isla socialista. Durante dos meses y medio recorrieron toda la isla y grabaron con la banda Irakere y otros músicos de Cuba el disco Taoné en Cuba.

## Discografía
- 1972 - Canción del pueblo
- 1973 - Taoné en Cuba
- 1978 - Taoné Típico[3]

### Colectivos
- 1975 - Compañero presidente